# Cope-eliminatie
De Cope-eliminatie is een eliminatiereactie uit de organische chemie. Ze gaat uit van een amineoxide dat, door te verwarmen, gesplitst wordt in een secundair hydroxylamine en een alkeen. Ze is genoemd naar de Amerikaanse chemicus Arthur C. Cope.
Het reactieschema hieronder toont eerst de vorming van het amineoxide, die gebeurt door de behandeling van een tertiair amine met een oxidator zoals waterstofperoxide of een perzuur. De volgende stap is de eigenlijke Cope-eliminatie en verloopt door het amineoxide te verwarmen tot meer dan ongeveer 100°C. Het hydroxylamine draagt nog twee van de drie organische groepen van het amineoxide; de derde groep is afgesplitst:
De Cope-eliminatie gelijkt op de Hofmann-eliminatie; in deze laatste is de tussenvorm een quaternair ammoniumzout.
Een voorbeeld van de Cope-eliminatie is de vorming van methyleencyclohexaan uitgaande van N,N-dimethylcyclohexylmethylamine:
De Cope-eliminatie moet niet verward worden met de Cope-omlegging.